# DIN 960
DIN 960 er en DIN-Standard for en bolt med metrisk fingevind.
DIN 960 bliver erstattet af ISO 8765.
| Gevind         |  | M8X1 | M10X1 | M10X1,25 | M12X1,25 | M12X1,5 | M14X1,5 |
| -------------- |  | ---- | ----- | -------- | -------- | ------- | ------- |
| Gevindstigning |  | 1    | 1     | 1,25     | 1,25     | 1,5     | 1,5     |
| Nøglevidde S:  |  | 13   | 17    | 17       | 19       | 19      | 22      |
| Hovedhøjde K:  |  | 5,3  | 6,4   | 6,4      | 7,5      | 7,5     | 8,8     |
| l≤125          |  | 22   | 26    | 26       | 30       | 30      | 34      |
| l>125mm≤150 mm |  | 28   | 32    | 32       | 36       | 36      | 40      |
| l>150mm≤200 mm |  | 41   | 45    | 45       | 49       | 49      | -       |

| Gevind         |  | M16X1,5 | M18X1,5 | M20X1,5 | M20X2 | M24X2 |
| -------------- |  | ------- | ------- | ------- | ----- | ----- |
| Gevindstigning |  | 1,5     | 1,5     | 1,5     | 2     | 2     |
| Nøglevidde S:  |  | 24      | 27      | 30      | 32    | 36    |
| Hovedhøjde K:  |  | 10      | 11,5    | 12,5    | 14    | 15    |
| l≤125          |  | 38      | 42      | 46      | 46    | 54    |
| l>125mm≤150 mm |  | 44      | 48      | 52      | 52    | 60    |
| l>150mm≤200 mm |  | 57      | -       | 65      | 65    | 73    |